# Тхонми Самбхота
Тхонми Самбхота (на тибетски: ཐོན་མི་སམ་བྷོ་ཊ།) е основателят на тибетската писменост и автор на трудовете Sum cu pa и Rtags kyi 'jug pa от 7 век.
Смята се, че е роден около 618 година в областта Тху на Иорво Лунгу в Тибет и проявява изключителна интелигентност от най-ранна детска възраст. Съгласно тибетската традиция владетелят Сонгцен Гампо изпраща Самбхота, син на Ану (или Дриторек Ану) – млад мъж от племето тхонми или туми, към Индия (вероятно в 632 г.) заедно с 15 други младежи, за да изучат азбуката. Била избрана писмеността на Кашмир. Сред всичките събития, описани в аналите Тун-хуанг към 655 г., се казва, че текстовете на законите вече са били написани. Това означава, че в рамките на няколко десетилетия не само е създадена тибетската азбука, но писмото също е адаптирано към тибетския език с много сложен правопис и вече използван за държавни документи – това се смята за наистина изключително събитие. Също се казва, че Тхонми Самбхота съставя високоакадемична граматика по индийски образец.
Той е измежду 7-те мъдри министри на крал Сонгцен Гампо и еманация на Манджушри или мъдростта на Будите. От учениците, изпратени в Индия, Тхонми Самбхота е единственият, успял да се върне от там. Името Самбхота, дадено от индийските му учители, означава „най-добрия от тибетците“.
Казва се, че крал Сонгцен Гампо се оттегля за 4 години в изучаване на новата писменост и граматиката и след това съставя множество преводи, в това число 20 текста за Авалокитешвара. Заедно с краля Тхонми Самбхота е сред първите будистки учители на Тибет със сангха от 80 ученици. По онова време бързо се появяват още много преводачи. Записани са „Шест кодекса на Тибетската конституция“, съдебни регистри, генеалогия, легенди, поезия.